# Nieuw-Milligen

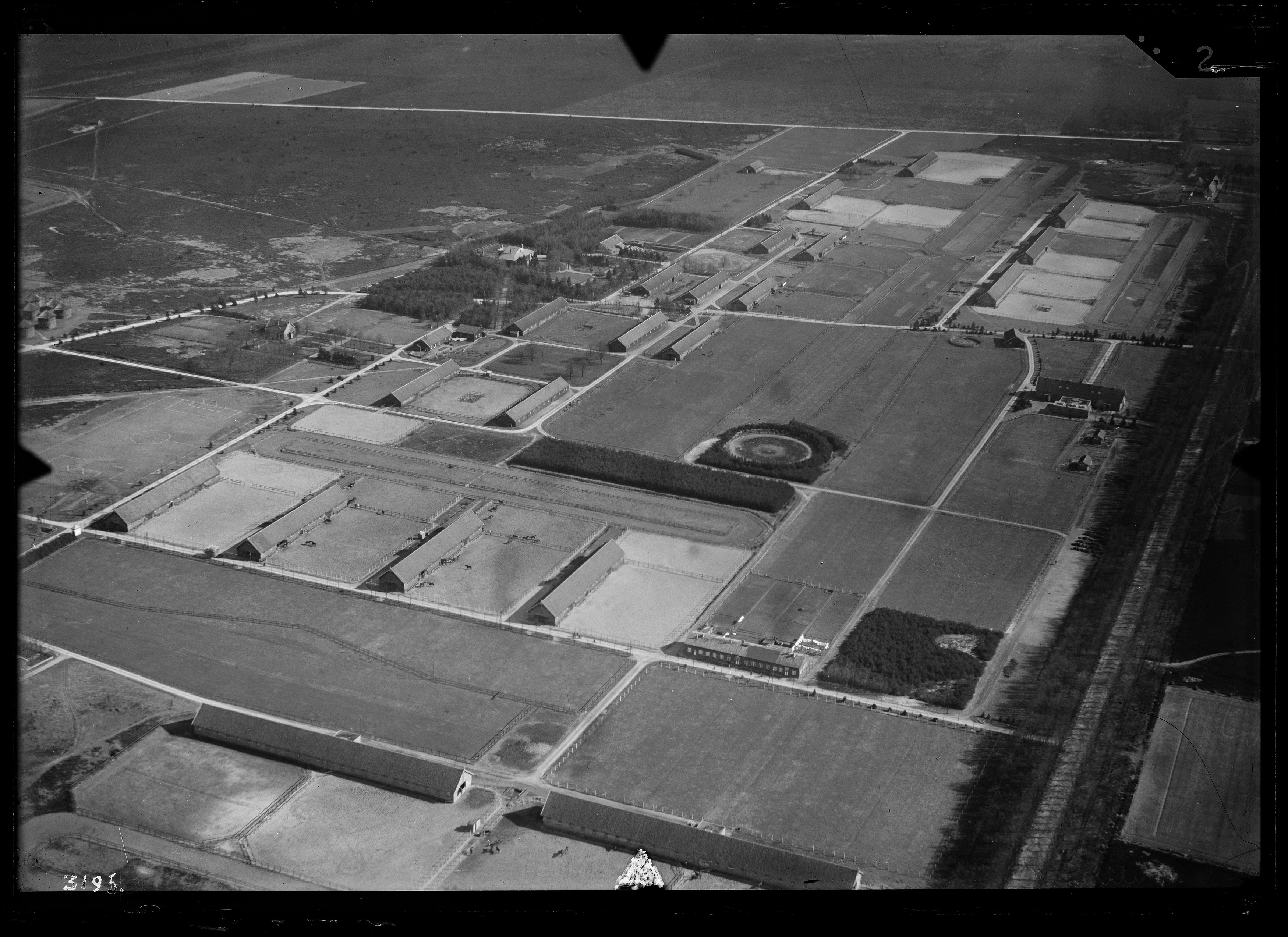
Luchtfoto van kazerne Nieuw-Milligen, Luchtvaartafdeeling, 1920-1940.

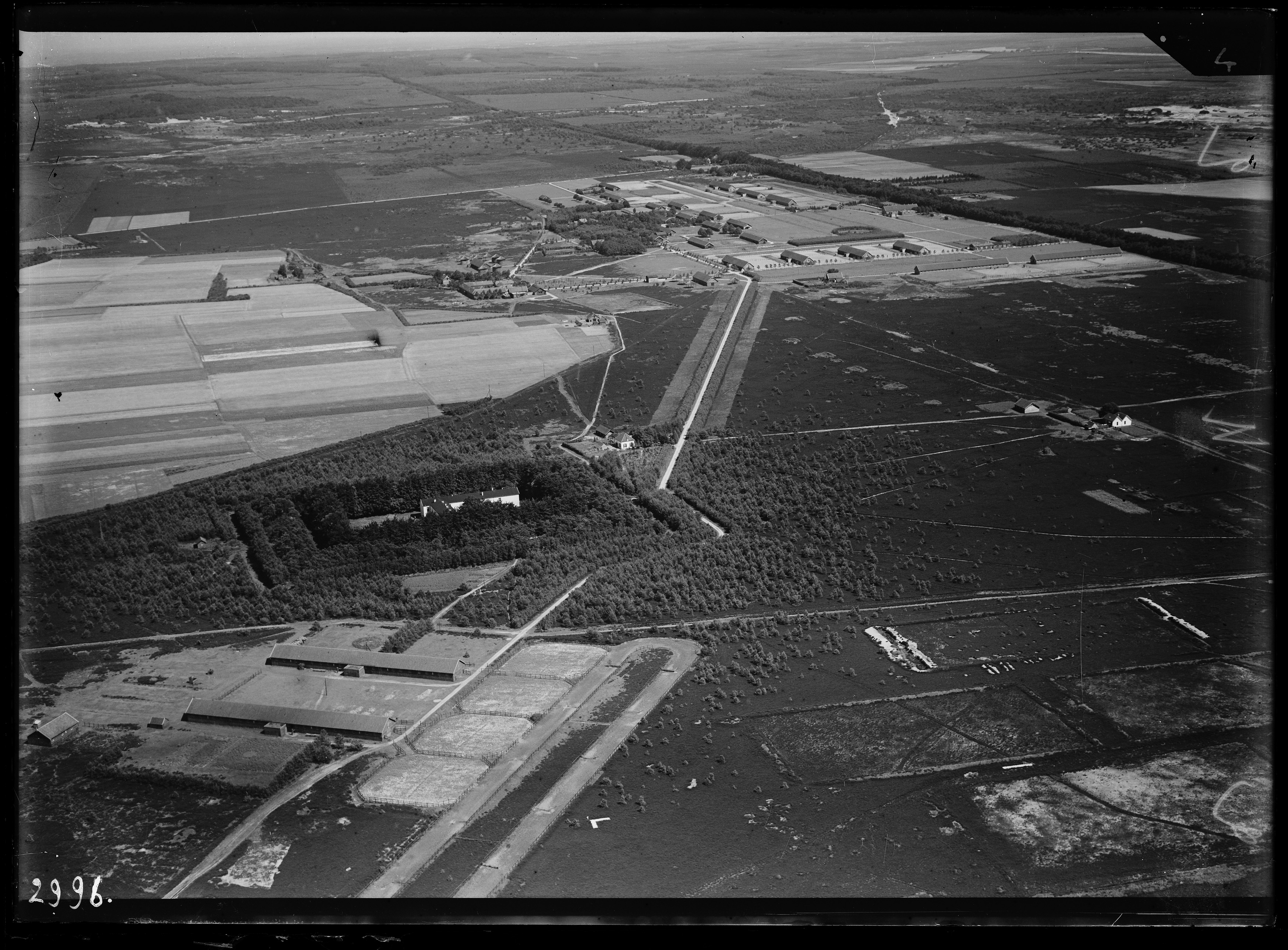
Luchtfoto van kazerne Nieuw-Milligen, Luchtvaartafdeeling, 1920-1940.

Nieuw-Milligen (Nedersaksisch: Niej-Milligen) is een bosrijk gehucht in de gemeente Apeldoorn in de Nederlandse provincie Gelderland.

## Geografie
Nieuw-Milligen is gelegen bij de kruising van de provinciale wegen N344 (Amersfoortseweg) en N302 (Meervelderweg-Kootwijkerweg). De oppervlakte van Nieuw-Milligen bedraagt 1595 hectare, waarvan 1593 ha land en 2 ha water.
Het gehucht heeft één bushalte (Kruispunt), waarop de reguliere buslijnen 102 en 112, snelRRReis 206 en de schoolbussen 650, 651, 654, 657 en 659 van EBS stoppen.

## Demografie
Het gehucht telt ongeveer 120 inwoners, gebaseerd op de inwoners van losse huizen in het gebied (2005), waarvan 60 mannen en 60 vrouwen. Er zijn 40 huishoudens, wat het gemiddelde per huishouden brengt op 3,0 personen. De bevolkingsdichtheid is 8 inwoners per km², waarmee het een stedelijkheidsfactor van 5 (niet-stedelijk) heeft.

## Naam
In de loop der eeuwen heeft de naam de volgende veranderingen ondergaan: Millingen (dit was van oorsprong een boerderij, later tot medio 20e eeuw een buurtschap), Milligen (de n werd weggelaten vanwege de veelvuldige naamsverwarring met het dorp Millingen aan de Rijn, waarna het vanaf rond 1850 Oud Milligen (de oorspronkelijke buurtschap) en Nieuw Milligen (buurtschap) werd. Het dorp aan de Rijn heette overigens pas vanaf 1954 Millingen aan de Rijn. Tegenwoordig worden de namen als Oud-Milligen en Nieuw-Milligen geschreven.

## Legerplaats
Tussen Oud-Milligen en Nieuw-Milligen ligt de legerplaats Kamp Nieuw-Milligen, voorheen ook wel Kamp Milligen geheten. Ernaast is het gevechts- en verkeersleidingcentrum Air Operations Control Station Nieuw Milligen (AOCS NM) van de Luchtmacht gevestigd. Kamp Nieuw-Milligen is in gebruik bij de Landmacht en de Koninklijke Marechaussee, maar is de beoogde vervanging voor de huisvesting van het Korps Mariniers in de Van Braam Houckgeestkazerne in Doorn (Utrecht).

## SGP absolute meerderheid
Bij de landelijke verkiezingen van 2006 behaalde de Staatkundig Gereformeerde Partij in dit gehucht 53,9% van het aantal stemmen.
Stad: Apeldoorn     
Dorpen: Beekbergen · Hoenderloo (deels) · Hoog Soeren · Klarenbeek (deels) · Loenen · Uddel · Ugchelen · Wenum-Wiesel

Buurtschappen: Assel · Beemte Broekland · Engeland · Gerritsflesch · Groenendaal · De Haere · Hoog Buurlo · De Jonas (deels) · De Krim · Lieren ·  Meerveld · Nieuw-Milligen · Oosterhuizen · Radio Kootwijk · Woeste Hoeve

Gelderland: Steden en dorpen in Gelderland      Nederland: Provincies · Gemeenten